# Tinocallis zelkowae
Tinocallis zelkowae är en insektsart. Tinocallis zelkowae ingår i släktet Tinocallis och familjen långrörsbladlöss. Inga underarter finns listade i Catalogue of Life.